# Эйлер, Павел Христофорович
Павел Христофорович Эйлер (нем. Paul Euler; 1787—1840) — генерал-майор Русской императорской армии.

## Биография
Родился 29 июня (10 июля) 1786 года (по данным Русского биографического словаря — в 1787 году) в лютеранской семье офицера артиллерии Христофора Леонтьевича Эйлера, впоследствии достигшего чина генерал-лейтенанта; младший брат генерала А. Х. Эйлера; внук математика Леонарда Эйлера. Мать — Анна Вильгельмина Кристина фон Краббе (нем. Anna Wilhelmina Christina von Krabbe; 1755—1813).
По окончании обучения в Первом кадетском корпусе Эйлер поступил в 1803 году прапорщиком в Рязанский мушкетёрский полк, а в 1805 году был послан в экспедицию по Балтийскому морю до острова Вогена; оттуда, следуя через Шведскую Померанию, доходил до реки Везер и затем вернулся в Россию. 
В ноябре 1806 года, в ходе Войны четвёртой коалиции в чине подпоручика Павел Христофорович Эйлер сражался с французами у pек Буг и Нарев, в январе 1807 года находился при удержании неприятельской переправы на pеке Кальт-флус и в битве под Прейсиш-Эйлау. В мае он участвовал в сражениях при Шарпике, Ильсбергом и Фридландом. 
В 1808 года в чине поручика он был в Шведской Финляндии при осаде Свеаборга. В марте 1809 года П. Эйлер участвовал в Аландской экспедиции. 
Во время Отечественной войны 1812 года Павел Христофорович Эйлер сражался при Бородине, Тарутине, Малоярославце, Вязьме и Красном. 
В 1813 году, в ходе Войны шестой коалиции, П. Х. Эйлер был в походе в герцогстве Варшавском, где в феврале сражался под Кадишем; затем, перейдя в Саксонию, в апреле был в сражениях при Люцине и во всех арьергардных боях до самого перемирия. В августе того же года он участвовал в истреблении неприятельского корпуса у селения Кульма и в сражении под деревней Эстенбейм, а в октябре в Битве народов. В январе 1814 года Эйлер был в сражении при Нанжисе, в феврале — при Бар-сюр-Обе и при Труа, а в марте — при Бешинистроне, Арсии и под Парижем. 
В апреле 1815 года Павел Христофорович Эйлер был во вторичном походе во Францию через Галицию, Австрию, Моравию и Баварию до Вертю. 
В январе 1816 года Эйлер получил должность дежурного штаб-офицера при штабе 4-го пехотного корпуса. 
29 апреля 1823 года Павел Христофорович Эйлер Высочайшим приказом был назначен полковым командиром Елецкого пехотного полка. Эту должность он занимал до 1827 года, когда вынужден был выйти в отставку по состоянию здоровья. 
В мае 1830 года П. Х. Эйлер, по собственному желанию, вновь поступил на службу подполковником жандармского корпуса. Произведенный за отличие по службе в полковники, он в сентябре того же года был назначен штаб-офицером в 1-й округ жандармского корпуса в Курляндскую губернию, откуда в ноябре был переведен в 3-й округ того же корпуса, с назначением в Волынскую губернию. 
В 1831 году Эйлер управлял в городе Житомире секретной канцелярией и был членом Высочайше учрежденной комиссии, предназначенной для раскрытия и разбора дел мятежников Волынской и Подольской губерний. 

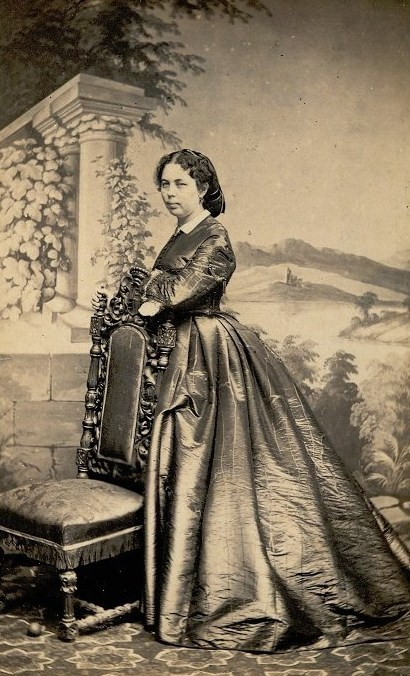
Елизавета Эйлер, дочь

В 1833—1834 гг. его наблюдению была поручена Лифляндская губерния Российской империи. 
1 января 1839 года за отличие по службе он был произведён в генерал-майоры по кавалерии, с причислением к Министерству внутренних дел Российской империи. 
Скончался 11 (23) ноября 1840 года в Санкт-Петербурге, ещё состоя на государственной службе. Похоронен на Волковском лютеранском кладбище.

## Семья
Был женат дважды: первым браком на Марии Дробуш (нем. Marie Drobusch) (ум. 1819), от которой имел дочерей Александру (нем. Alexandre Euler; 1817—1853) и Марию (нем. Marie Anna Dorothea Euler; 1819—1884); вторым браком на Кристине Элизавете фон Энгельгардт (нем. Christina Elisabeth von Engelhardt), от которой имел сына Николая (нем. Nicolas Euler; 1822—1882), дослужившегося до чина генерал-лейтенанта, и дочь Елизавету (нем. Elisabeth Euler; 1826—1896), бывшую фрейлиной великой княгини Елены Павловны.

## Награды
- Орден Святой Анны 4-й степени (20 мая 1808);
- Орден Святой Анны 2-й степени (22 января 1814);
- Орден Святого Владимира 4-й степени с бантом (1814);
- Орден Святого Георгия 4-й степени за 25 лет службы в офицерских чинах (26 ноября 1826);
- Орден Святого Владимира 3-й степени (22 июля 1832);
- Медаль «В память Отечественной войны 1812 года»;
- Медаль «За взятие Парижа»;
- Знак отличия беспорочной службы за XX лет (22 августа 1831);
- Знак отличия беспорочной службы за XXV лет (22 августа 1835).